# 奥山荘
奥山荘（おくやまのしょう）は、越後国蒲原郡（現在の新潟県胎内市）にあった荘園。

## 概要
成立時期は不明であるが、12世紀に城氏を開発領主として成立した摂関家領とされている。治承の乱とそれに続く戦乱で、城氏が没落して三浦氏一門の和田氏の当主の和田義盛の弟義茂が地頭に任じられた。建仁の乱による城氏の巻き返しの動きを退け、和田合戦・宝治合戦による一族の反乱・没落に従わなかったことにより、義茂の子孫である「和田三浦氏」の一所懸命の地として安堵を受ける。仁治元年（1240年）に勢力を強める地頭（義茂の孫・高井時茂）とこれに反発する領家との間で和与が成立し、地頭が荘園領主に対して年貢米100石・御服綿10両（代銭納の場合、前者80貫文余、後者60貫文余）を納める地頭請が成立した。建治3年（1277年）、和田時茂は3人の孫に分割して与え、以後それぞれを「北条」「中条」「南条」と称された。鎌倉時代末期には和田三浦氏のうち、北条には黒川氏、中条には中条氏が惣領としての地位を確立し、南条には関沢氏が中心的な立場に立ち、揚北衆の中核となった。和田三浦氏は内部抗争や外部の諸氏との堺相論を繰り広げ、その中から台頭した黒川・中条氏は守護上杉氏と対抗できる有力な国人領主となる。だが、上杉謙信の越後平定に奥山荘の諸領主たちも従い、その後継者となった上杉景勝が豊臣政権によって会津若松城に転封されると、彼らも会津領への移住を余儀なくされ、奥山荘は名実ともに解体された。